# Острувек (гміна, Велюнський повіт)
Гміна Острувек (пол. Gmina Ostrówek) — сільська гміна у центральній Польщі. Належить до Велюнського повіту Лодзинського воєводства.
Станом на 31 грудня 2011 у гміні проживало 4604 особи.

## Площа
Згідно з даними за 2007 рік площа гміни становила 101.60 км², у тому числі:
- орні землі: 68.00%
- ліси: 25.00%

Таким чином, площа гміни становить 10.95% площі повіту.

## Населення
Станом на 31 грудня 2011:
| Опис     | Загалом | Загалом | Чоловіки | Чоловіки | Жінки | Жінки |
| -------- | ------- | ------- | -------- | -------- | ----- | ----- |
| одиниця  | осіб    | %       | осіб     | %        | осіб  | %     |
| все      | 4604    | 100     | 2254     | 48.96    | 2350  | 51.04 |
| міське   | 0       | 100     | 0        |          | 0     |       |
| сільське | 4604    | 100     | 2254     | 48.96    | 2350  | 51.04 |

## Сусідні гміни
Гміна Острувек межує з такими гмінами: Велюнь, Злочев, Конопниця, Лютутув, Осьякув, Чарножили.